# マボロシ (音楽ユニット)
マボロシは、日本のヒップホップユニット。

## 概要
竹内朋康のファンクギターと、坂間大介によるヒップホップアレンジを融合させたスタイルが特徴。他アーティストへの楽曲提供、楽曲参加、リミックス提供も積極的に行っている。
2004年10月6日、シングル「SLOW DOWN!」でデビュー。2007年6月27日、RHYMESTERが日本武道館公演後、活動休止状態になったことを受け2年半ぶりにシングル「超ジェラス」をリリース、積極的なライブ活動を行った。2008年、初のワンマンライブツアー『マボロシのラップ&ギター Vol.1』を1月10日の名古屋を皮切りに、大阪、広島、福岡、札幌、千秋楽の1月27日に東京でそれぞれ開催した。
2009年のアルバム『マボロシのシ』をリリース後に活動休止。8年後の2017年にRHYMESTERが主催する音楽イベント「人間交差点」で一夜限りの復活を果たした。

## メンバー
- 坂間大介 （さかま だいすけ、1970年4月14日 - ）
MC、プログラミング。RHYMESTERのMC（Mummy-D名義で活動。）。
- 竹内朋康 （たけうち ともやす、1973年6月4日 - ）
ギター。元SUPER BUTTER DOGのギタリストで、Dezille Brothersでも活動。

### バック・バンド
ライブにはマボロシ・バンドと称したサポート・メンバーが加わる。
- 定成クンゴ
ドラム。竹内朋康 & The Laidbacks。
- 田名網大介
ベース。竹内朋康 & The Laidbacks。
- 三上吉直
キーボード。竹内朋康 & The Laidbacks。
- DJ 大自然
サンプラー（AKAI professional）。トリカブト。

## ディスコグラフィ

### シングル
|     | 発売日         | タイトル                                      | 順位  | 備考                                                             | 収録アルバム |
| --- | -------------- | --------------------------------------------- | ----- | ---------------------------------------------------------------- | ------------ |
| 1st | 2004年10月6日  | SLOW DOWN!                                    |       | 発売当時はレーベルゲートCDだったが、2005年に通常CDで再出荷された | ワルダクミ   |
| 2nd | 2004年12月1日  | THE ワルダクミ                                |       |                                                                  | ワルダクミ   |
| 3rd | 2005年1月13日  | ファンキーグラマラス Part2 featuring KREVA    |       |                                                                  | ワルダクミ   |
| 4th | 2005年2月25日  | 廻シ蹴リ featuring MURO, DABO [Analog]        |       |                                                                  | ワルダクミ   |
| 5th | 2007年6月27日  | 超ジェラス                                    | 76位  |                                                                  | ラブシック   |
| 6th | 2007年10月31日 | 饒舌エクスプレス feat. TARO SOUL, KEN THE 390 | 104位 |                                                                  | ラブシック   |

### アルバム
|     | 発売日         | タイトル     | 順位 |
| --- | -------------- | ------------ | ---- |
| 1st | 2004年12月8日  | ワルダクミ   |      |
| 2nd | 2007年11月14日 | ラブシック   | 37位 |
| 3rd | 2009年3月25日  | マボロシのシ | 25位 |

### 楽曲提供、リミックス・ワーク等
- KREVA「ファンキーグラマラス(マボロシ Remix) feat. Mummy-D」(2005)
- 童子-T「ROUTE 16」（童夢） (2005)
- Crystal Kay「Baby Cop feat. Mummy-D」（Crystal Style）(2005)
- LITTLE「UNKO SHIT!」（LIFE） (2005)
- m-flo「DOPEMAN? -MABOROSHI REMIX-」（DOPE SPACE NINE） (2005)
- Full Of Harmony「Sweet home featuring マボロシ」（DRAMA） (2006)
- Heartsdales「Devil may Rock ～MABOROSHI Remix～」（Heart Attack 3 ～The Remixes&Video Clips～） (2006)
- SOUL'd OUT「SHUFFLE DAYZ ～MABOROSHI Remix～」(Remixies&Outside) (2006)
- PUSHIM, RHYMESTER, HOME MADE 家族, マボロシ, May J.「I Say Yeah!」（2006年10月4日）
- KOHEI JAPAN「続・男はつらいよ＜オジサンの小言＞」（Family） (2007)
- RYO the SKYWALKER「ラッキーボーイズ」（ONE-DER LAND） (2007)
- bird「ROXANNE」（BIRDSONG EP -cover BEATS for the party-） (2007)
- TARO SOUL「夕陽のソウルメン feat. マボロシ」（Soul Spiral） (2009)
- Miss Monday「優柔不断 feat. マボロシ」（Love & The Light (w/a white lie)） (2009)
- 椎名林檎「流行」(三文ゴシップ)(2009)
- HALCALI「燃えよハルカリ」（ハルカリノオカワリ）(2012年)

## ライブ
- 2004年
COUNTDOWN JAPAN
- 2005年
ROCK IN JAPAN FESTIVAL
RISING SUN ROCK FESTIVAL
- 2007年
湘南音祭
ROCK IN JAPAN FESTIVAL
SUNSET FESTIVAL
COUNTDOWN JAPAN
- 2008年
マボロシのラップ＆ギター Vol.1（名古屋Club Quattro、大阪BIG CAT、広島Cave-Be、福岡Drum Be-1、札幌Bessie Hall、東京Liquid Room）
Springroove
RISING SUN ROCK FESTIVAL
COUNTDOWN JAPAN